# Christian Schlechtweg
Christian Schlechtweg (7 de enero de 1976) es un deportista alemán que compitió en esgrima, especialista en la modalidad de florete.
Ganó una medalla de plata en el Campeonato Mundial de Esgrima de 2007 y tres medallas en el Campeonato Europeo de Esgrima entre los años 2001 y 2007.

## Palmarés internacional
| Campeonato Mundial | Campeonato Mundial      | Campeonato Mundial | Campeonato Mundial  |
| Año                | Lugar                   | Medalla            | Prueba              |
| ------------------ | ----------------------- | ------------------ | ------------------- |
| 2007               | San Petersburgo (Rusia) | Medalla de plata   | Florete por equipos |
| Campeonato Europeo |                         |                    |                     |
| Año                | Lugar                   | Medalla            | Prueba              |
| 2001               | Coblenza (Alemania)     | Medalla de oro     | Florete por equipos |
| 2002               | Moscú (Rusia)           | Medalla de bronce  | Florete por equipos |
| 2007               | Gante (Bélgica)         | Medalla de oro     | Florete por equipos |